# Государственный комитет архивов Украины
Государственный комитет архивов Украины (сокращенно Госкомархив Украины) — специально уполномоченный центральный орган исполнительной власти в сфере архивного дела и делопроизводства.
Образован в соответствии с Указом Президента Украины от 15 декабря 1999 № 1573 «Об изменениях в структуре центральных органов исполнительной власти». Есть правопреемником Главного архивного управления Украины.
Положение о Государственном комитете архивов утверждено Указом Президента Украины от 22 марта 2000 № 486/2000.
В 2010 году Указом Президента Украины Государственный комитет архивов Украины был реорганизован в Государственную архивную службу Украины.

## Деятельность
Госкомархив Украины вносит в Кабинет Министров Украины предложения относительно формирования государственной политики в сфере архивного дела и делопроизводства и обеспечивает её реализацию; управляет архивным делом и делопроизводством, разрабатывает государственные программы развития архивного дела и делопроизводства и обеспечивает их выполнение, осуществляет межотраслевую координацию, функциональное регулирование, а также нормативно-методическое обеспечение архивного дела и делопроизводства и контроль за их состоянием. Издаёт журнал «Архивы Украины».
К приоритетным задачам в деятельности Госкомархива относятся:
- реформирования архивного дела на основе законодательства о Национальном архивном фонде;
- разработка предложений по совершенствованию Закона Украины «О Национальном архивном фонде и архивных учреждениях», других законодательных актов;
- формирования Национального архивного фонда, в частности пополнение его документами культурного наследия Украины, хранящихся за рубежом;
- обеспечение надлежащих условий хранения Национального архивного фонда;
- усиление влияния государства на негосударственный сектор документотворення для обеспечения сохранности социально значимых архивных документов;
- системная информатизация архивного дела;
- организация широкого использования архивной информации для удовлетворения научных, социальных, культурных и иных потребностей граждан, общества, государства;
- организация и координация научных исследований в области архивоведения, документоведения и археографии, совершенствование нормативно-методической
- базы деятельности архивных учреждений;
- обеспечение правовой и социальной защиты работников государственных архивных учреждений;
- осуществление международного сотрудничества в области архивного дела.

Сеть архивных учреждений, подчиненных Госкомархива Украины, включает 680 учреждений. Среди них — 9 центральных государственных архивов Украины:
- Центральный государственный архив высших органов власти и управления Украины (ЦДАВО Украины)
- Центральный государственный архив общественных объединений Украины (ЦГАОО Украины)
- Центральный государственный исторический архив Украины, г. Киев (ЦДИАК Украина)
- Центральный государственный исторический архив Украины, г. Львов (ЦГИАЛ Украина)
- Центральный государственный кинофотофоноархив Украины им. Г. С. Пшеничного (ЦГКФФА Украина)
- Центральный государственный научно-технический архив Украины (ЦГНТА Украина)
- Центральный государственный архив-музей литературы и искусства Украины (ЦГАМЛИ Украина)
- Центральный государственный архив зарубежной украинистики (ЦДАЗУ)
- Центральный государственный электронный архив Украины, г. Киев (ЦДЕА Украина)
- Украинский научно-исследовательский институт архивного дела и документоведения
- Научно-справочная библиотека центральных государственных архивов Украины
- Государственный центр хранения документов НАФ
- Дирекция по эксплуатации комплекса сооружений центральных государственных архивов
- Централизованная бухгалтерия
- Государственный архив в Автономной Республике Крым
- 24 государственных архивов областей
- Государственные архивы городов Киева и Севастополя
- 487 архивных отделов райгосадминистраций
- 153 архивных отделов городских советов.

Общая численность работников этих архивных учреждений — свыше 3000 человек.

## История
Вехой в архивном строительстве стало создание в январе 1923 года Центрального архивного управления (Укрцентрархиву), подчиненного Всеукраинскому Центральному Исполнительному Комитету. В течение с января 1923 по октябрь 1931 его возглавляли М. А. Рубач, С. М. Тетин и С. С. Семко-Козачук.